# Delegati dal Dakota del Sud al Congresso degli Stati Uniti d'America

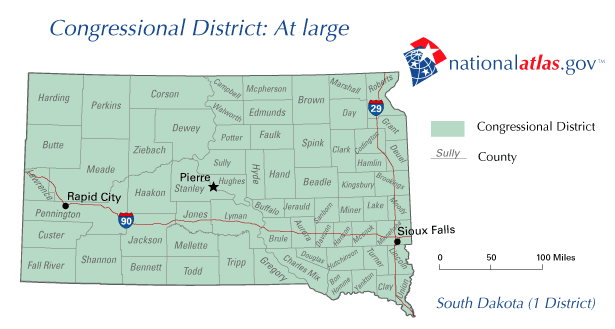
Mappa del Dakota del Sud

Sin dall'ingresso negli Stati Uniti d'America, nel 1889, il Dakota del Sud è rappresentato al Congresso degli Stati Uniti da una delegazione al Senato e alla Camera dei rappresentanti. Ogni stato elegge due senatori con mandati di sei anni, a prescindere dalla popolazione dello stato, e quelli del Dakota del Sud appartengono alle classi 2 e 3. Elegge poi un numero di rappresentanti alla Camera in maniera proporzionale alla popolazione, ogni due anni; attualmente elegge un solo deputato alla Camera. Nel corso della sua storia, il Dakota del Sud ha avuto una rappresentanza variabile da 1 a 3 deputati; l'attuale valore di 1 è in vigore dal 1933, per effetto del censimento del 1930, confermato da tutti i censimenti successivi. Prima di divenire uno stato, il Territorio del Dakota eleggeva un unico deputato alla Camera, rappresentante per tutto il territorio.

## Camera dei rappresentanti

### Delegati attuali
La delegazione dello stato del Dakota del Sud è composta da un unico membro, il repubblicano Dusty Johnson, che rappresenta lo stato dal 2019.
| Distretto | Rappresentante | Partito      | CPVI (2025) | Inizio mandato | Mappa del distretto |
| --------- | -------------- | ------------ | ----------- | -------------- | ------------------- |
| At-large  | Dusty Johnson  | Repubblicano | R+15        | 3 gennaio 2019 |                     |

## Senato degli Stati Uniti d'America
| Senatore               | Congresso             | Senatore                |
| Classe 2               | Congresso             | Classe 3                |
| ---------------------- | --------------------- | ----------------------- |
| Richard Pettigrew (R)  | 51                    | Gideon C. Moody (R)     |
| Richard Pettigrew (R)  | 52                    | James H. Kyle (I)       |
| Richard Pettigrew (R)  | 53                    | James H. Kyle (P)       |
| Richard Pettigrew (R)  | 54                    | James H. Kyle (P)       |
| Richard Pettigrew (RS) | 55                    | James H. Kyle (P)       |
| Richard Pettigrew (RS) | 56                    | James H. Kyle (P)       |
| Robert J. Gamble (R)   | 57                    | James H. Kyle (R)       |
| Robert J. Gamble (R)   | 57                    | Alfred B. Kittredge (R) |
| Robert J. Gamble (R)   | 58                    |                         |
| Robert J. Gamble (R)   | 59                    |                         |
| Robert J. Gamble (R)   | 60                    |                         |
| Robert J. Gamble (R)   | 61                    | Coe I. Crawford (R)     |
| Robert J. Gamble (R)   | 62                    | Coe I. Crawford (R)     |
| Thomas Sterling (R)    | 63                    | Coe I. Crawford (R)     |
| Thomas Sterling (R)    | 64                    | Edwin S. Johnson (D)    |
| Thomas Sterling (R)    | 65                    | Edwin S. Johnson (D)    |
| Thomas Sterling (R)    | 66                    | Edwin S. Johnson (D)    |
| Thomas Sterling (R)    | 67                    | Peter Norbeck (R)       |
| Thomas Sterling (R)    | 68                    | Peter Norbeck (R)       |
| William McMaster (R)   | 69                    | Peter Norbeck (R)       |
| William McMaster (R)   | 70                    | Peter Norbeck (R)       |
| William McMaster (R)   | 71                    | Peter Norbeck (R)       |
| William J. Bulow (D)   | 72                    | Peter Norbeck (R)       |
| William J. Bulow (D)   | 73                    | Peter Norbeck (R)       |
| William J. Bulow (D)   | 74                    | Peter Norbeck (R)       |
| William J. Bulow (D)   | Herbert Hitchcock (D) |                         |
| William J. Bulow (D)   | 75                    |                         |
| William J. Bulow (D)   | Gladys Pyle (R)       |                         |
| William J. Bulow (D)   | 76                    | John Gurney (R)         |
| William J. Bulow (D)   | 77                    | John Gurney (R)         |
| Harlan Bushfield (R)   | 78                    | John Gurney (R)         |
| Harlan Bushfield (R)   | 79                    | John Gurney (R)         |
| Harlan Bushfield (R)   | 80                    | John Gurney (R)         |
| Vera Bushfield (R)     |                       | John Gurney (R)         |
| Karl E. Mundt (R)      |                       | John Gurney (R)         |
| 81                     |                       | John Gurney (R)         |
| 82                     | Francis H. Case (R)   |                         |
| 83                     | Francis H. Case (R)   |                         |
| 84                     | Francis H. Case (R)   |                         |
| 85                     | Francis H. Case (R)   |                         |
| 86                     | Francis H. Case (R)   |                         |
| 87                     | Francis H. Case (R)   |                         |
| Joseph H. Bottum (R)   |                       |                         |
| 88                     | George McGovern (D)   |                         |
| 89                     | George McGovern (D)   |                         |
| 90                     | George McGovern (D)   |                         |
| 91                     | George McGovern (D)   |                         |
| 92                     | George McGovern (D)   |                         |
| James Abourezk (D)     | George McGovern (D)   | 93                      |
| James Abourezk (D)     | George McGovern (D)   | 94                      |
| James Abourezk (D)     | George McGovern (D)   | 95                      |
| Larry Pressler (R)     | George McGovern (D)   | 96                      |
| Larry Pressler (R)     | 97                    | James Abdnor (R)        |
| Larry Pressler (R)     | 98                    | James Abdnor (R)        |
| Larry Pressler (R)     | 99                    | James Abdnor (R)        |
| Larry Pressler (R)     | 100                   | Tom Daschle (D)         |
| Larry Pressler (R)     | 101                   | Tom Daschle (D)         |
| Larry Pressler (R)     | 102                   | Tom Daschle (D)         |
| Larry Pressler (R)     | 103                   | Tom Daschle (D)         |
| Larry Pressler (R)     | 104                   | Tom Daschle (D)         |
| Timothy P. Johnson (D) | 105                   | Tom Daschle (D)         |
| Timothy P. Johnson (D) | 106                   | Tom Daschle (D)         |
| Timothy P. Johnson (D) | 107                   | Tom Daschle (D)         |
| Timothy P. Johnson (D) | 108                   | Tom Daschle (D)         |
| Timothy P. Johnson (D) | 109                   | John Thune (R)          |
| Timothy P. Johnson (D) | 110                   | John Thune (R)          |
| Timothy P. Johnson (D) | 111                   | John Thune (R)          |
| Timothy P. Johnson (D) | 112                   | John Thune (R)          |
| Timothy P. Johnson (D) | 113                   | John Thune (R)          |
| Mike Rounds (R)        | 114                   | John Thune (R)          |
| Mike Rounds (R)        | 115                   | John Thune (R)          |
| Mike Rounds (R)        | 116                   | John Thune (R)          |
| Mike Rounds (R)        | 117                   | John Thune (R)          |
| Mike Rounds (R)        | 118                   | John Thune (R)          |
| Mike Rounds (R)        | 119                   | John Thune (R)          |